# Habropogon malkovskii
Habropogon malkovskii är en tvåvingeart som beskrevs av Pavel Lehr 1964. Habropogon malkovskii ingår i släktet Habropogon och familjen rovflugor. Inga underarter finns listade i Catalogue of Life.